# Ольгиевка
Ольгиевка (укр. Ольгіївка) — упразднённое село на территории Березовского района Одесской области Украины. Село было подчинено Шабельницкому сельсовету Николаевского района.

## География
Было расположено на реке Дубовая — северо-западнее села Красное и севернее села Дубовое.

## История
Согласно справочнику «Українська РСР. Административно-теріторіальний поділ на 01 вересня 1946 року» село не указано, затем согласно справочнику «Українська РСР. Административно-теріторіальний поділ на 01 січня 1972 року» село числилось в составе Шабельницкого сельсовета Жовтневого района.

## Население
По состоянию на 1964 год население — 43 человек.